# 西川幸男
西川 幸男（にしかわ ゆきお、1925年7月15日 - 2012年12月26日）は、日本の芸能プロモーター、新栄プロダクション創業者、馬主。千葉県出身。
元妻は歌手の五月みどり（1965年結婚・1971年離婚）、子は歌手・新栄プロダクション社長の山田太郎（本名：西川賢）、プロゴルファーの西川哲（哲の元妻は女優・タレントの菊池桃子）。

## 人物
初めは浪曲師志望で、木村友衛に師事したが、興行師に転身し、1945年に20歳で浪曲の興行会社「西川興行社」を創業。1949年に村田英雄を自社に迎えて育て上げた。また、若手浪曲家（木村力衛、玉川次郎、春日井小梅鴬、中村冨士夫、大木伸夫）なども育て上げた。
1958年に西川興行社を発展改組して「新栄プロダクション」を設立した後、北島三郎・新川二朗・五月みどり・二宮ゆき子・十勝花子・大月みやこ・木村友衛・小松みどり・藤圭子・西川峰子・細川たかし・西尾夕紀らのマネジメントも行った。1985年、社長職を息子の山田太郎（賢）に譲り、自らは会長に就任した。
また西川は馬主としても知られ、ウエスタンダッシュ（1974年京成杯、1975年日刊スポーツ賞金杯などJRA25戦5勝）などを所有し、北西牧場（ウエスタンファーム）を創業して競走馬生産なども手掛けるオーナーブリーダーとしても競馬界で活動した。
2012年12月26日午前5時2分、間質性肺炎のため87歳で死去。没後にこれまでの功績を讃えられ、2013年度第55回日本レコード大賞特別功労賞が贈られた。